# Bulbophyllum plumula
Bulbophyllum plumula är en orkidéart som beskrevs av Rudolf Schlechter. Bulbophyllum plumula ingår i släktet Bulbophyllum och familjen orkidéer. Inga underarter finns listade i Catalogue of Life.